# Man Under Cover
Man Under Cover é um filme norte-americano de 1922, do gênero policial, dirigido por Tod Browning e distribuído por Universal Studios.

## Elenco
- Herbert Rawlinson - Paul Porter
- George Hernandez - Daddy Moffat
- William Courtright - Mayor Harper
- George Webb - Jones Wiley
- Edwin B. Tilton
- Gerald Pring - Holt Langdon
- Barbara Bedford - Margaret Langdon
- Willis Marks
- Betty Eliason
- Betty Stone